# Liste des résolutions du Conseil de sécurité des Nations unies adoptées en 1993
Les résolutions du Conseil de sécurité des Nations unies sont les décisions qui sont votées par le Conseil de sécurité des Nations unies.
Une telle résolution est acceptée si au moins neuf des quinze membres (depuis le 17 décembre 1963, 11 membres avant cette date) votent en sa faveur et si aucun des membres permanents qui sont la Chine, les États-Unis, la France, le Royaume-Uni et la Russie (l'Union soviétique avant 1991) n'émet de vote contre (qui est désigné couramment comme un veto).

## Résolutions 800 à 809
- Résolution 800 : nouveau membre : République slovaque (adoptée le 8 janvier 1993).
- Résolution 801 : nouveau membre : République tchèque (adoptée le 8 janvier 1993).
- Résolution 802 : Croatie (adoptée le 25 janvier 1993).
- Résolution 803 : Israël-Liban (adoptée le 28 janvier 1993).
- Résolution 804 : Angola (adoptée le 29 janvier 1993).
- Résolution 805 : Cour internationale de justice (adoptée le 4 février 1993).
- Résolution 806 : Irak-Koweït (adoptée le 5 février 1993).
- Résolution 807 : Croatie (adoptée le 19 février 1993).
- Résolution 808 : tribunal (Ex-Yougoslavie) (adoptée le 22 février 1993).
- Résolution 809 : Sahara occidental (adoptée le 2 mars 1993).

## Résolutions 810 à 819
- Résolution 810 : Cambodge (adoptée le 8 mars 1993).
- Résolution 811 : Angola (adoptée le 12 mars 1993).
- Résolution 812 : Rwanda (adoptée le 12 mars 1993).
- Résolution 813 : Liberia (adoptée le 26 mars 1993).
- Résolution 814 : Somalie (adoptée le 26 mars 1993).
- Résolution 815 : Croatie (adoptée le 30 mars 1993).
- Résolution 816 : Bosnie-Herzégovine (adoptée le 31 mars 1993).
- Résolution 817 : nouveau membre : ex-république yougoslave de Macédoine (adoptée le 7 avril 1993).
- Résolution 818 : Mozambique (adoptée le 14 avril 1993).
- Résolution 819 : Bosnie-Herzégovine (adoptée le 16 avril 1993).

## Résolutions 820 à 829
- Résolution 820 : Bosnie-Herzégovine. Établissant des sanctions contre la république fédérative de Yougoslavie (Serbie et Monténégro) à la suite de la guerre en ex-Yougoslavie. La Cour européenne des droits de l'homme s'abstiendra d'examiner la légalité de cette résolution lors de son arrêt Bosphorus, 2005. (adoptée le 17 avril 1993).
- Résolution 821 : république fédérative de Yougoslavie (adoptée le 28 avril 1993).
- Résolution 822 : Arménie-Azerbaïdjan (adoptée le 30 avril 1993).
- Résolution 823 : Angola (adoptée le 30 avril 1993).
- Résolution 824 : Bosnie-Herzégovine (adoptée le 6 mai 1993).
- Résolution 825 : république populaire démocratique de Corée (adoptée le 11 mai 1993).
- Résolution 826 : Cambodge (adoptée le 20 mai 1993).
- Résolution 827 : tribunal (ex-Yougoslavie) (adoptée le 25 mai 1993).
- Résolution 828 : Nouveau membre : Érythrée (adoptée le 26 mai 1993).
- Résolution 829 : Nouveau membre : Monaco (adoptée le 26 mai 1993).

## Résolutions 830 à 839
- Résolution 830 : Israël-République arabe syrienne (adoptée le 26 mai 1993).
- Résolution 831 : Chypre (adoptée le 27 mai 1993).
- Résolution 832 : El Salvador (adoptée le 27 mai 1993).
- Résolution 833 : Irak-Koweït (adoptée le 27 mai 1993).
- Résolution 834 : Angola (adoptée le 1er juin 1993).
- Résolution 835 : Cambodge (adoptée le 2 juin 1993).
- Résolution 836 : Bosnie-Herzégovine (adoptée le 4 juin 1993).
- Résolution 837 : Somalie (adoptée le 6 juin 1993).
- Résolution 838 : Bosnie-Herzégovine (adoptée le 10 juin 1993).
- Résolution 839 : Chypre (adoptée le 11 juin 1993).

## Résolutions 840 à 849
- Résolution 840 : Cambodge (adoptée le 15 juin 1993).
- Résolution 841 : Haïti (adoptée le 16 juin 1993).
- Résolution 842 : ex-république yougoslave de Macédoine (adoptée le 18 juin 1993).
- Résolution 843 : ex-Yougoslavie (adoptée le 18 juin 1993).
- Résolution 844 : Bosnie-Herzégovine (adoptée le 18 juin 1993).
- Résolution 845 : ex-république yougoslave de Macédoine (adoptée le 18 juin 1993).
- Résolution 846 : Rwanda (adoptée le 22 juin 1993).
- Résolution 847 : ex-Yougoslavie (adoptée le 30 juin 1993).
- Résolution 848 : nouveau membre : Andorre (adoptée le 8 juillet 1993).
- Résolution 849 : Abkhazie, Géorgie (adoptée le 9 juillet 1993).

## Résolutions 850 à 859
- Résolution 850 : Mozambique (adoptée le 9 juillet 1993).
- Résolution 851 : Angola (adoptée le 15 juillet 1993).
- Résolution 852 : Israël-Liban (adoptée le 28 juillet 1993).
- Résolution 853 : Arménie-Azerbaïdjan (adoptée le 29 juillet 1993).
- Résolution 854 : Abkhazie, Géorgie (adoptée le 6 août 1993).
- Résolution 855 : république fédérative de Yougoslavie (adoptée le 9 août 1993).
- Résolution 856 : Liberia (adoptée le 10 août 1993).
- Résolution 857 : tribunal (ex-Yougoslavie) (adoptée le 20 août 1993).
- Résolution 858 : Abkhazie, Géorgie (adoptée le 24 août 1993).
- Résolution 859 : Bosnie-Herzégovine (adoptée le 24 août 1993).

## Résolutions 860 à 869
- Résolution 860 : Cambodge (adoptée le 27 août 1993).
- Résolution 861 : Haïti (adoptée le 27 août 1993).
- Résolution 862 : Haïti (adoptée le 31 août 1993).
- Résolution 863 : Mozambique (adoptée le 13 septembre 1993).
- Résolution 864 : Angola (adoptée le 15 septembre 1993).
- Résolution 865 : Somalie (adoptée le 22 septembre 1993).
- Résolution 866 : Liberia (adoptée le 22 septembre 1993).
- Résolution 867 : Haïti (adoptée le 23 septembre 1993).
- Résolution 868 : opérations de maintien de la paix (adoptée le 29 septembre 1993).
- Résolution 869 : ex-Yougoslavie (adoptée le 30 septembre 1993).

## Résolutions 870 à 879
- Résolution 870 : ex-Yougoslavie (adoptée le 1er octobre 1993).
- Résolution 871 : ex-Yougoslavie (adoptée le 1er octobre 1993).
- Résolution 872 : Rwanda (adoptée le 5 octobre 1993).
- Résolution 873 : Haïti (adoptée le 13 octobre 1993).
- Résolution 874 : Arménie-Azerbaïdjan (adoptée le 14 octobre 1993).
- Résolution 875 : Haïti (adoptée le 16 octobre 1993).
- Résolution 876 : Abkhazie, Géorgie (adoptée le 19 octobre 1993).
- Résolution 877 : tribunal (ex-Yougoslavie) (adoptée le 21 octobre 1993).
- Résolution 878 : Somalie (adoptée le 29 octobre 1993).
- Résolution 879 : Mozambique (adoptée le 29 octobre 1993).

## Résolutions 880 à 889
- Résolution 880 : Cambodge (adoptée le 4 novembre 1993).
- Résolution 881 : Abkhazie, Géorgie (adoptée le 4 novembre 1993).
- Résolution 882 : Mozambique (adoptée le 5 novembre 1993).
- Résolution 883 : Jamahiriya arabe libyenne. Gel des fonds et ressources financières détenues à l'étranger par le gouvernement ou des administrations publiques libyennes, ou encore par toute entreprise libyenne, (adoptée le 11 novembre 1993 lors de la 3 312e séance).
- Résolution 884 : Arménie-Azerbaïdjan (adoptée le 12 novembre 1993).
- Résolution 885 : Somalie (adoptée le 16 novembre 1993).
- Résolution 886 : Somalie (adoptée le 18 novembre 1993).
- Résolution 887 : Israël-République arabe syrienne (adoptée le 29 novembre 1993).
- Résolution 888 : El Salvador (adoptée le 30 novembre 1993).
- Résolution 889 : Chypre (adoptée le 15 décembre 1993).

## Résolutions 890 à 892
- Résolution 890 : Angola (adoptée le 15 décembre 1993).
- Résolution 891 : Rwanda (adoptée le 20 décembre 1993).
- Résolution 892 : Abkhazie, Géorgie (adoptée le 22 décembre 1993).